# Pęknięcia drewna

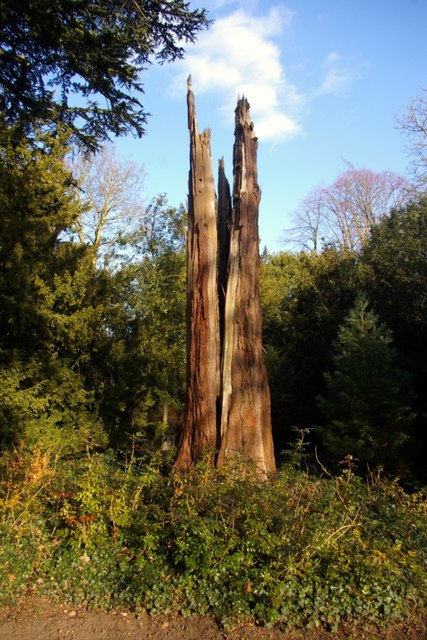
Pęknięcia spowodowane uderzeniem pioruna

Pęknięcia drewna – grupa wad drewna określana jako lokalne rozerwanie drewna pod wpływem działania różnych czynników:
- naprężeń wewnętrznych występujących za życia drzew i po ścięciu:
  - wiatr wywołuje tzw. "kołowanie koron". Korona drzewa wychylając się i skręcając powoduje wzrost naprężeń szczególnie w przyobwodowej części pnia,
  - desorpcja wody powoduje skurczanie się drewna (najbardziej w kierunku stycznym do przekroju),
  - duże wahania temperatury (szczególnie mróz) mogą spowodować powstanie dużych naprężeń i rozerwanie przyobwodowych kilku- kilkunastu słojów rocznych,
- uszkodzeń bezpośrednich:
  - działanie ostrych przedmiotów (w tym narzędzi),
  - silne wiatry (i opady) powodujące złomy, śniegołomy i wywroty,
  - uderzenia piorunów.

W praktyce pęknięcia dzieli się w zależności od położenia na:
- pęknięcia czołowe, które w zależności od kształtu dzieli się na:
  - rdzeniowe
  - okrężne
- boczne, dzieli się w zależności od przyczyny powstania na:
  - desorpcyjne
  - mrozowe
- czołowo-boczne dzielą się w zależności od głębokości na:
  - niegłębokie
  - głębokie
  - przechodzące